# Lijst van op Marvel Comics gebaseerde producties
Dit is een lijst van films en series gebaseerd op personages en strips van Marvel Comics.

## Films
| Jaar | Film                                        | Studio                                       |
| ---- | ------------------------------------------- | -------------------------------------------- |
| 1944 | Captain America                             | Republic Pictures                            |
| 1986 | Howard the Duck                             | Universal Studios                            |
| 1989 | The Punisher                                | New World Pictures                           |
| 1990 | Captain America                             | 21st Century Film Corporation                |
| 1994 | The Fantastic Four                          | New Horizons                                 |
| 1998 | Blade                                       | New Line Cinema & Marvel Studios             |
| 2000 | X-Men                                       | 20th Century Fox & Marvel Studios            |
| 2002 | Blade II                                    | New Line Cinema & Marvel Studios             |
| 2002 | Spider-Man                                  | Columbia Pictures & Marvel Studios           |
| 2003 | Daredevil                                   | 20th Century Fox & Marvel Studios            |
| 2003 | X2: X-Men United                            | 20th Century Fox & Marvel Studios            |
| 2003 | Hulk                                        | Universal Studios & Marvel Studios           |
| 2004 | The Punisher                                | Lions Gate Entertainment & Marvel Studios    |
| 2004 | Spider-Man 2                                | Columbia Pictures & Marvel Studios           |
| 2004 | Blade: Trinity                              | New Line Cinema & Marvel Studios             |
| 2005 | Elektra                                     | 20th Century Fox & Marvel Studios            |
| 2005 | Man-Thing                                   | Lions Gate Entertainment                     |
| 2005 | Fantastic Four                              | 20th Century Fox & Marvel Studios            |
| 2006 | X-Men: The Last Stand                       | 20th Century Fox & Marvel Studios            |
| 2007 | Ghost Rider                                 | Columbia Pictures & Marvel Studios           |
| 2007 | Spider-Man 3                                | Columbia Pictures & Marvel Studios           |
| 2007 | Fantastic Four: Rise of the Silver Surfer   | 20th Century Fox & Marvel Studios            |
| 2008 | Iron Man                                    | Marvel Studios                               |
| 2008 | The Incredible Hulk                         | Marvel Studios                               |
| 2008 | Punisher: War Zone                          | Lions Gate Entertainment & Marvel Studios    |
| 2009 | X-Men Origins: Wolverine                    | 20th Century Fox & Marvel Studios            |
| 2010 | Iron Man 2                                  | Marvel Studios                               |
| 2011 | Thor                                        | Marvel Studios                               |
| 2011 | X-Men: First Class                          | 20th Century Fox                             |
| 2011 | Captain America: The First Avenger          | Marvel Studios                               |
| 2012 | Ghost Rider: Spirit of Vengeance            | Marvel Studios                               |
| 2012 | The Avengers (2012)                         | Marvel Studios                               |
| 2012 | The Amazing Spider-Man                      | Sony Pictures Entertainment & Marvel Studios |
| 2013 | Iron Man 3                                  | Marvel Studios                               |
| 2013 | The Wolverine                               | 20th Century Fox                             |
| 2013 | Thor: The Dark World                        | Marvel Studios                               |
| 2014 | Captain America: The Winter Soldier         | Marvel Studios                               |
| 2014 | Guardians of the Galaxy                     | Marvel Studios                               |
| 2014 | The Amazing Spider-Man 2                    | Columbia Pictures                            |
| 2014 | X-Men: Days of Future Past                  | 20th Century Fox                             |
| 2015 | Avengers: Age of Ultron                     | Marvel Studios                               |
| 2015 | Fantastic Four                              | 20th Century Fox                             |
| 2015 | Ant-Man                                     | Marvel Studios                               |
| 2016 | Deadpool                                    | 20th Century Fox                             |
| 2016 | Captain America: Civil War                  | Marvel Studios                               |
| 2016 | X-Men: Apocalypse                           | 20th Century Fox                             |
| 2016 | Doctor Strange                              | Marvel Studios                               |
| 2017 | Logan                                       | 20th Century Fox                             |
| 2017 | Guardians of the Galaxy Vol. 2              | Marvel Studios                               |
| 2017 | Spider-Man: Homecoming                      | Marvel Studios                               |
| 2017 | Thor: Ragnarok                              | Marvel Studios                               |
| 2018 | Black Panther                               | Marvel Studios                               |
| 2018 | Avengers: Infinity War                      | Marvel Studios                               |
| 2018 | Deadpool 2                                  | 20th Century Fox                             |
| 2018 | Ant-Man and the Wasp                        | Marvel Studios                               |
| 2018 | Venom                                       | Sony Pictures Entertainment                  |
| 2019 | Captain Marvel                              | Marvel Studios                               |
| 2019 | Avengers: Endgame                           | Marvel Studios                               |
| 2019 | X-Men: Dark Phoenix                         | 20th Century Fox                             |
| 2019 | Spider-Man: Far From Home                   | Marvel Studios                               |
| 2020 | The New Mutants                             | 20th Century Fox                             |
| 2021 | Black Widow                                 | Marvel Studios                               |
| 2021 | Shang-Chi and the Legend of the Ten Rings   | Marvel Studios                               |
| 2021 | Venom: Let There Be Carnage                 | Sony Pictures Entertainment                  |
| 2021 | Eternals                                    | Marvel Studios                               |
| 2021 | Spider-Man: No Way Home                     | Marvel Studios                               |
| 2022 | Morbius                                     | Sony Pictures Entertainment                  |
| 2022 | Doctor Strange in the Multiverse of Madness | Marvel Studios                               |
| 2022 | Thor: Love and Thunder                      | Marvel Studios                               |
| 2022 | Black Panther: Wakanda Forever              | Marvel Studios                               |
| 2023 | Ant-Man and the Wasp: Quantumania           | Marvel Studios                               |
| 2023 | Guardians of the Galaxy Vol. 3              | Marvel Studios                               |

## MCU Series
| Jaar | Serie                             | Studio            |
| ---- | --------------------------------- | ----------------- |
| 2021 | WandaVision                       | Marvel Studios    |
| 2021 | The Falcon and the Winter Soldier | Marvel Studios    |
| 2021 | Loki                              | Marvel Studios    |
| 2021 | What If...?                       | Marvel Studios    |
| 2021 | Hawkeye                           | Marvel Studios    |
| 2022 | Moon Knight                       | Marvel Studios    |
| 2022 | Ms. Marvel                        | Marvel Studios    |
| 2022 | I Am Groot                        | Marvel Studios    |
| 2022 | She-Hulk: Attorney at Law         | Marvel Studios    |
| 2023 | Secret Invasion                   | Marvel Studios    |
| 2024 | Echo                              | Marvel Studios    |
| 2024 | Agatha All Along                  | Marvel Television |

## Korte films
| Jaar | Titel                                              | Studio                         | Notities                           |
| ---- | -------------------------------------------------- | ------------------------------ | ---------------------------------- |
| 2011 | The Consultant                                     | Marvel Studios & Ebeling Group | Thor                               |
| 2011 | A Funny Thing Happened on the Way to Thor's Hammer | Marvel Studios & Ebeling Group | Captain America: The First Avenger |
| 2012 | Item 47                                            | Marvel Studios & M3 Creative   | The Avengers                       |
| 2013 | Agent Carter                                       | Marvel Studios                 | Iron Man 3                         |
| 2014 | All Hail the King                                  | Marvel Studios                 | Thor: The Dark World               |

### VanMarvel Imprints
| Jaar              | Film             | Productiestudio(s)                                                     | Notities |
| Van Icon Comics   | Van Icon Comics  | Van Icon Comics                                                        | Van Icon Comics |
| ----------------- | ---------------- | ---------------------------------------------------------------------- | --- |
| 2010              | Kick-Ass         | Lionsgate Marv Films Plan B Entertainment                              | Buiten de VS gedistribueerd door Universal Pictures                                                                |
| 2013              | Kick-Ass 2       | Universal Studios Marv Films Plan B Entertainment                      | |
| Van Malibu Comics |                  |                                                                        | |
| 1997              | Men in Black     | Columbia Pictures Amblin Entertainment Parkes & MacDonald Productions  | Men in Black werd oorspronkelijk gepubliceerd door Aircel Comics, tot deze firma werd opgekocht door Malibu Comics |
| 2002              | Men in Black II  | Columbia Pictures Amblin Entertainment Parkes & MacDonald Productions  | Men in Black werd oorspronkelijk gepubliceerd door Aircel Comics, tot deze firma werd opgekocht door Malibu Comics |
| 2012              | Men in Black III | Columbia Pictures Amblin Entertainment Parkes & MacDonald Image Nation | Men in Black werd oorspronkelijk gepubliceerd door Aircel Comics, tot deze firma werd opgekocht door Malibu Comics |

## Animatiefilms
| Jaar | Film                                          |
| ---- | --------------------------------------------- |
| 2006 | Ultimate Avengers                             |
| 2006 | Ultimate Avengers 2                           |
| 2007 | The Invincible Iron Man                       |
| 2007 | Doctor Strange: The Sorcerer Supreme          |
| 2008 | Next Avengers: Heroes of Tomorrow             |
| 2009 | Hulk Vs                                       |
| 2010 | Planet Hulk                                   |
| 2011 | Thor: Tales of Asgard                         |
| 2013 | Iron Man: Rise of Technovore                  |
| 2014 | Avengers Confidential: Black Widow & Punisher |
| 2014 | Iron Man & Captain America: Heroes United     |
| 2014 | Big Hero 6                                    |
| 2015 | Marvel Super Hero Adventures: Frost Fight!    |
| 2018 | Spider-Man: Into the Spider-Verse             |

## Televisiefilms
| Jaar | Film                                        | Productiebedrijf                        | Notities                                          |
| ---- | ------------------------------------------- | --------------------------------------- | ------------------------------------------------- |
| 1977 | The Amazing Spider-Man                      | Danchuck Productions, Marvel Television | Pilotaflevering                                   |
| 1978 | Dr. Strange                                 | Universal Television                    | Pilotaflevering voor een nooit gemaakte tv-serie. |
| 1979 | Captain America                             | Universal Television                    |                                                   |
| 1979 | Captain America II: Death Too Soon          | Universal Television                    |                                                   |
| 1991 | Power Pack                                  | New World Entertainment                 | niet uitgebracht.                                 |
| 1996 | Generation X                                | New World Entertainment                 |                                                   |
| 1998 | Nick Fury: Agent of S.H.I.E.L.D.            | 20th Century Fox Television             | Pilotaflevering voor een niet gemaakte tv-serie.  |
| 2022 | The Guardians of the Galaxy Holiday Special | Marvel Studios                          | kerstspecial voor Disney+                         |

## Televisieseries
| Jaren       | Serie                  | Productiebedrijf          | Seizoenen | Afleveringen |
| ----------- | ---------------------- | ------------------------- | --------- | ------------ |
| 1977 - 1982 | The Incredible Hulk    | Universal Television      | 5         | 82           |
| 2013 - 2020 | Agents of S.H.I.E.L.D. | Marvel Cinematic Universe | 7         | 136          |
| 2015 - 2016 | Agent Carter           | Marvel Cinematic Universe | 2         | 18           |
| 2015 - 2018 | Daredevil              | Marvel Cinematic Universe | 3         | 39           |
| 2015 - 2019 | Jessica Jones          | Marvel Cinematic Universe | 3         | 39           |
| 2016 - 2018 | Luke Cage              | Marvel Cinematic Universe | 2         | 26           |
| 2017        | The Defenders          | Marvel Cinematic Universe | 1         | 8            |
| 2017 - 2018 | Iron Fist              | Marvel Cinematic Universe | 2         | 23           |
| 2017 - 2019 | The Punisher           | Marvel Cinematic Universe | 2         | 26           |
| 2017 - 2019 | Legion                 | X-Men                     | 3         | 27           |
| 2017 - 2019 | The Gifted             | X-Men                     | 2         | 29           |
| 2021 - 2023 | Loki                   | Marvel Cinematic Universe | 2         | 12           |
| 2022 - 2023 | I Am Groot             | Marvel Cinematic Universe | 2         | 10           |

## Discografie

### Albums
| Album met eventuele hitnotering(en) in de Nederlandse Album Top 100                    | Datum van verschijnen | Datum van binnenkomst | Hoogste positie | Aantal weken | Opmerkingen                             |
| -------------------------------------------------------------------------------------- | --------------------- | --------------------- | --------------- | ------------ | --------------------------------------- |
| Iron Man 2                                                                             | 2010                  | 24-04-2010            | 5               | 18           | van AC/DC                               |
| Guardians of the Galaxy: Awesome Mix Vol. 1 (Original Motion Picture Soundtrack)       | 2014                  | 16-08-2014            | 27              | 18           | van diverse artiesten                   |
| Guardians of the Galaxy: Awesome Mix Vol. 2 (Original Motion Picture Soundtrack)       | 2017                  | 06-05-2017            | 44              | 3            | van diverse artiesten                   |
| Black Panther: The Album                                                               | 2018                  | 17-02-2018            | 2               | 29           | van Kendrick Lamar en diverse artiesten |
| Spider-Man: Into the Spider-Verse (Soundtrack from and Inspired by the Motion Picture) | 2018                  | 22-12-2018            | 58              | 7            | van diverse artiesten                   |

| Album met hitnotering(en) in de Vlaamse Ultratop 200 albums                            | Datum van verschijnen | Datum van binnenkomst | Hoogste positie | Aantal weken | Opmerkingen                             |
| -------------------------------------------------------------------------------------- | --------------------- | --------------------- | --------------- | ------------ | --------------------------------------- |
| Blade II: The Soundtrack                                                               | 2002                  | 06-07-2002            | 38              | 1            | van diverse artiesten                   |
| Iron Man 2                                                                             | 2010                  | 24-04-2010            | 1(3wk)          | 81           | van AC/DC                               |
| Avengers Assemble (Music from and Inspired by the Motion Picture)                      | 2012                  | 19-05-2012            | 181             | 2            | van diverse artiesten                   |
| The Amazing Spider-Man 2                                                               | 2014                  | 03-05-2014            | 141             | 1            | van Hans Zimmer en The Magnificent Six  |
| Guardians of the Galaxy: Awesome Mix Vol. 1 (Original Motion Picture Soundtrack)       | 2014                  | 16-08-2014            | 18              | 85           | van diverse artiesten                   |
| Guardians of the Galaxy: Awesome Mix Vol. 2 (Original Motion Picture Soundtrack)       | 2017                  | 29-04-2017            | 13              | 24           | van diverse artiesten                   |
| Black Panther: The Album                                                               | 2018                  | 17-02-2018            | 2               | 44           | van Kendrick Lamar en diverse artiesten |
| Spider-Man: Into the Spider-Verse (Soundtrack from and Inspired by the Motion Picture) | 2018                  | 22-12-2018            | 110             | 11           | van diverse artiesten                   |
| Avengers: Endgame (Original Motion Picture Soundtrack)                                 | 2019                  | 04-05-2019            | 179             | 1            | van Alan Silvestri                      |